# Martín (apellido)
Martín es un apellido patronímico de origen latino, muy común en Europa y América, derivado del nombre de pila homónimo: Martín.

## Origen y significado
El nombre Martín, procede del latín "Martius", que es una forma derivada tardía del nombre del dios romano Marte, por lo que su significado vendría a ser “marcial, guerrero o belicoso”, al igual que Marcial, Marco, Marcos y Marciano, hace alusión al dios romano de la guerra.
Aunque estudiosos de la Heráldica y Genealogía señalan su origen como francés, dada su antroponimia latina, se cree que su origen esté en cualquiera de los territorios ocupados bajo dominio del Imperio Romano, lo que explica que esté presente en casi todos los países de Europa.
Martín como apellido patronímico (originado a partir del nombre del padre) da lugar también al apellido Martínez. En España, esta tendencia se lleva a cabo añadiendo la terminación "-ez" al nombre de pila Martín, que equivaldría a "hijo de Martín", como ocurre con otros muchos apellidos en España, tales como Hernando-Hernández, Rodrigo-Rodríguez, Gonzalo-González, etc.

## Distribución
Martin es el apellido más común en Francia. Es destacable su predominio en territorio francés, más concretamente, en el centro-norte del país, motivo por el cual se considera Martín como un apellido de origen Bretón en la heráldica histórica. La teoría del origen francés quizás se deba al santo que populariza el nombre, San Martín de Tours, obispo de Tours, personaje ilustre y que se hizo muy popular en la Edad Media, aunque vivió y nació hacia el siglo IV d. C. San Martín o San Martín de Tours es el Patrono de los soldados, Patrono de Francia, de Hungría y de numerosas poblaciones en todo el mundo. Su patronazgo de los soldados se debe probablemente a su antroponimia latina derivada de Marte, Martinus, batallador.
El apellido está muy extendido en toda España, siendo el décimo apellido más común según el censo de 2021, está muy distribuido, más frecuente en las provincias de Salamanca (5,491%), Ávila (5,525%),  Segovia (3,703%), Zamora (2,889%) y Valladolid (2,868%); según el INE, a fecha 01/01/2021 en España llevan el apellido Martín: 482.916 como primer apellido, 481.168 como segundo apellido y 20.294 como ambos apellidos.
Se cree que su destacada presencia en España, más concretamente en territorios que históricamente pertenecieron a la corona de Castilla, y que actualmente se circunscriben a regiones de Castilla y León, se deba a que en la Baja Edad Media, se repobló gran parte de sus territorios con gente de origen francés, principalmente para trabajar la tierra, por la escasez de mano de obra producto del gran número de bajas provocado por las guerras con los musulmanes en el siglo XI. Esta circunstancia se dio bajo el reinado de Alfonso VI quien encargó a Raimundo de Borgoña repoblar varias ciudades y provincias de su reino, motivo por el cual han llegado hasta nuestros días y sigue siendo habitual encontrar apellidos de origen francés en Castilla y León, como Simón, Bernal, Griñón o Martín.
Su presencia en países de Hispanoamérica, se debe a su introducción tras la conquista, por la llegada de colonizadores españoles, mayoritariamente castellanos.

## Heráldica y Escudo de Armas
Como otros apellidos patronímicos comunes, no tiene un único origen común, y hay muchos escudos de armas distintos de este nombre, dependiendo de la zona de origen y de la familia.
1. “En campo de gules, un cordero paciente de plata con banderilla y cruz del mismo metal sobre ondas de mar de azur y plata, surmontado de una flor de lis de oro.”

|  |
|  |

|  |
|  |